# Sitkówka-Nowiny (gemeente)
De gemeente Sitkówka-Nowiny is een landgemeente in het Poolse woiwodschap Święty Krzyż, in powiat Kielecki.
De zetel van de gemeente is in Nowiny (tot 30 december 1999 Sitkówka-Nowiny genoemd).

## Oppervlakte gegevens
In 2002 bedroeg de totale oppervlakte van gemeente Sitkówka-Nowiny 45,76 km², waarvan:
- agrarisch gebied: 34%
- bossen: 39%

De gemeente beslaat 2,04% van de totale oppervlakte van de powiat.

## Demografie
Stand op 30 juni 2006:
| Omschrijving                   | Totaal | Totaal | Vrouwen | Vrouwen | Mannen | Mannen |
| ------------------------------ | ------ | ------ | ------- | ------- | ------ | ------ |
| eenheid                        | aantal | %      | aantal  | %       | aantal | %      |
| inwoners                       | 6983   | 100    | 3537    | 50,65   | 3446   | 49,35  |
| bevolkingsdichtheid (inw./km²) | 153    | 153    | 77,3    | 77,3    | 75,3   | 75,3   |

## Plaatsen
- Bolechowice
- Kowala Duża
- Kowala Mała
- Osiedle Nowiny
- Sitkówka
- Słowik-Markowizna
- Szewce
- Trzcianki
- Wola Murowana
- Zagrody
- Zawada
- Zgórsko

## Aangrenzende gemeenten
Chęciny, Kielce, Morawica, Piekoszów